# انرلی، کوئینزلند
انرلی (به انگلیسی: Annerley) یک حومه شهر در استرالیا است که در کوئینزلند واقع شده‌است.